# Männergruppe
Eine Männergruppe ist eine soziale Gruppe deren Mitglieder ausschließlich Männer sind, die sich über einen längeren Zeitraum in regelmäßigem Kontakt miteinander befinden, gemeinsame Ziele verfolgen und sich als zusammengehörig empfinden. Es gibt eine große Vielfalt an Männergruppen.
- Traditionelle Männergruppen dienen der Sicherheit im Geschlechtshabitus im Vergleich zur Frau sowie der Aufrechterhaltung männlich dominierter Gesellschafts- und Organisationsstrukturen sowie Verhaltens- und Empfindensstandards.
- Antisexistische Männergruppen treten ausdrücklich gegen Sexismus, Misogynie, Antifeminismus sowie für die Gleichberechtigung der Geschlechter ein.
- Therapeutische Männergruppen haben sich aus den antisexistischen Männergruppen entwickelt und haben im Gegensatz zu diesen einen Gruppenleiter und eine psychotherapeutische Rahmung.[1][2]

## Traditionelle Männergruppen
Traditionelle Männergruppen dienen der Aufrechterhaltung der gesellschaftlich herrschenden Männlichkeit und männlich dominierter Gesellschafts- und Organisationsstrukturen sowie Verhaltens- und Empfindensstandards.
Historisch haben sich traditionelle Männergruppen vor allem in frauenzentrierten Kulturen entwickelt. Sie dienten dazu, sich im Vergleich zum klar definierten Geschlechtshabitus der gebärenden Frau zu profilieren und habituelle Sicherheit zu erzeugen. Dies erfolgte über die Einrichtung von Männerhäusern und Männerbünden. Mit der zunehmenden institutionellen Befestigung von Männerbünden wurden Frauen sowie familien- und sippenbezogene Ansprüche zurückgedrängt und verloren an Macht und Einfluss.
Das Rückgrat von Männerbünden bilden die emotionalen Beziehungen zwischen den Mitgliedern, die durch das Durchleiden von Initiationsriten oder die in der Gemeinschaft vollzogene Ablösung aus der Geborgenheit bei der Mutter. Daher weisen diese auch häufig die Vorstellung und Symbolik von Geburtsritualen auf, durch die Männer sich kultisch zu den Herren solcher Vorgänge machten.
Männerbünde weisen folgende Merkmale auf:
- Zugangshürden, bspw. Bestehen von Initiationsriten
- Zugehörigkeit als Privileg
- selbstverordnetes strenges Reglement,
- Prinzipien von Brüderlichkeit und Gleichheit – gekennzeichnet durch (meist) latente Homosexualität, Frauenfeindlichkeit, Kameradschaft angesichts des Todes, Bereitschaft zu Verschwörung und Außenseitertum
- Strenge Hierarchien trotz der Huldigung der Brüderlichkeit
- Ausschluss von Frauen.[4]

## Antisexistische Männergruppen
Antisexistische Männergruppen treten ausdrücklich gegen Sexismus, Misogynie, Antifeminismus sowie für die Gleichberechtigung der Geschlechter ein. Ziel ist solcher Männergruppen ist es, eine tiefgreifende, nachhaltige Persönlichkeitsentwicklung sowie eine grundlegende Gesellschaftsveränderung zu bewirken. Sie treten für die Offenlegung geschlechterpolitischer Ziele ein.
Diese Männergruppen verstoßen mit ihren Zielen insofern gegen die Ziele von männlich dominierten Gesellschafts- und Organisationsstrukturen und traditioneller Männergruppen.
Dieses neue Format von Männergruppen ist Ende der 1960er als Reaktion auf die zweite Frauenbewegung entstanden – zunächst in den USA und dann in vielen westlichen Ländern. Ab den 1970er Jahren auch in Deutschland. Die Organisation und Bewusstseinsbildung dieser neuen Form der Männergruppen basiert auf dem Konzept der Consciousness Raising-Gruppe, das für die Organisation und Bewusstseinsbildung von Frauengruppen entwickelt wurde.
Grundlegend für diese Männergruppen ist die Vorstellung, dass die Männerherrschaft auch bei Männern Leiden und psychische Probleme verursacht, die nur durch eine Gleichberechtigung der Geschlechter gelöst werden können. Das Leiden am eigenen männlichen Geschlechtshabitus zeigt sich insbesondere in einem negativen Selbstbild, verunsicherter Geschlechtsidentität und einer Vernachlässigung der Fürsorge für sich selbst, Angehörige und Freunde.
In diesen Männergruppen geht es darum, trotz eines geschlossenen Männerformats einen Rückfall in die Merkmale traditioneller Männergruppen zu vermeiden und sich von traditionellen Gehalten im männlichen Geschlechtshabitus zu emanzipieren. Ziel ist es insbesondere, habituelle Sicherheit auch ohne offene oder verdeckte Einstellungsmuster von Sexismus, Misogynie und Antifeminismus zu gewinnen.
Mit der Zeit entwickelte sich aus diesen Gruppenformaten eine antisexistische Männerbewegung, antisexistische Männerorganisationen und eine kritische Männer- und Männlichkeitsforschung. Beispiele für antisexistische Männerorganisationen in den USA sind die 1971 gegründete Zeitschrift Brother: A Forum for Men against Sexism oder in den 1980er Jahren die National Organization for Changing Men (NOCAM), aus der sich die National Organisation for Men Against Sexism (NOMAS) entwickelte. Ein Beispiel in Deutschland ist das 2010 gegründete Bundesforum Männer.
2009 waren 5 Prozent aller Männer Mitglied in einer Männergruppe, um sich über ihre Erfahrungen und Probleme in Ehe bzw. Partnerschaft, Beruf und Freizeit auszutauschen und zu überlegen, wie sie sich und ihr Leben verändern könnten.

## Therapeutische Männergruppen
Therapeutische Männergruppen haben sich ab den 1970er Jahren aus den antisexistischen Männergruppen entwickelt.
Im Gegensatz zu diesen haben sie einen Gruppenleiter und eine psychotherapeutische Rahmung. Dies soll den reflektierten Umgang mit der eigenen Männlichkeit und den damit einhergehenden blinden Flecken gewährleisten. Zudem soll ein Rückfall in geschlechterstereotypes Verhalten und traditionelle Männlichkeitsbilder verhindert werden, wie er sich in vielen Männergruppen seit den 1970ern vollzog.
Im Gegensatz zu den antisexistischen Männergruppen fokussieren therapeutische Männergruppen auf die individuelle psychische Veränderung der Mitglieder und nicht auf gesellschaftspolitischen Ziele. Diese Psychologisierung und Individualisierung vollzog sich in den 1970er Jahren in den meisten Frauen- und Männergruppen, die auf dem Ansatz des Consciousness Raising basierten.
In Deutschland wurden in den 1990er Jahren verschiedene psychotherapeutische Männergruppen unabhängig voneinander aufgebaut. Zu den Therapeuten, die diese ins Leben riefen, zählen Wilfried Wieck, Holger Brandes, Joachim Parpat und Thomas Scheskat.